# Liste der Präsidenten von Litauen
Dies ist eine Liste der Präsidenten von Litauen.

## Republik Litauen (1918–1957)
| #   | Bild                        | Name                        | Amtsantritt       | Amtsaustritt      | Partei  | Anmerkungen                                                                             |
| --- | --------------------------- | --------------------------- | ----------------- | ----------------- | ------- | --------------------------------------------------------------------------------------- |
| 1   | Antanas Smetona             | Antanas Smetona             | 4. April 1919     | 19. Juni 1920     | LTS     | Gewählt durch den Staatsrat                                                             |
| 2   | Aleksandras Stulginskis     | Aleksandras Stulginskis     | 19. Juni 1920     | 7. Juni 1926      | LKD     | Kommissarisch im Amt Vom Seimas wiedergewählt am 21. Dezember 1922 und im Juni 1923     |
| 3   | Kazys Grinius               | Kazys Grinius               | 7. Juni 1926      | 18. Dezember 1926 | LVLS    | Vom Seimas gewählt Durch einen Militärputsch gestürzt                                   |
| −   | Jonas Staugaitis            | Jonas Staugaitis            | 18. Dezember 1926 | 19. Dezember 1926 | LVLS    | Formal nur einen Tag im Amt als Vorsitzender des Seimas                                 |
| −   | Aleksandras Stulginskis     | Aleksandras Stulginskis     | 19. Dezember 1926 | 19. Dezember 1926 | LKD     | Nur wenige Stunden im Amt                                                               |
| (1) | Antanas Smetona             | Antanas Smetona             | 19. Dezember 1926 | 15. Juni 1940     | LTS     | Infolge eines Militärputschs ins Amt gekommen                                           |
| −   | Antanas Merkys              | Antanas Merkys              | 15. Juni 1940     | 17. Juni 1940     | LTS     | Als amtierender Premierminister kommissarisch die Amtsgeschäfte des Präsidenten führend |
| 4   | Jonas Žemaitis-Vytautas     | Jonas Žemaitis-Vytautas     | 16. Februar 1949  | 26. November 1954 | Militär | postum am 12. März 2009 anerkannt als litauisches Staatsoberhaupt                       |
| 5   | Adolfas Ramanauskas-Vanagas | Adolfas Ramanauskas-Vanagas | 26. November 1954 | 29. November 1957 | Militär | postum am 20. November 2018 anerkannt als litauisches Staatsoberhaupt                   |

## Republik Litauen (ab 1990)
| #   | Bild                 | Name                 | Amtsantritt       | Amtsaustritt      | Partei    | Anmerkungen                                                               |
| --- | -------------------- | -------------------- | ----------------- | ----------------- | --------- | ------------------------------------------------------------------------- |
| −   | Vytautas Landsbergis | Vytautas Landsbergis | 11. März 1990     | 25. November 1992 | TS (LK)   | Im Amt als kommissarisches Staatsoberhaupt                                |
| 1   | Algirdas Brazauskas  | Algirdas Brazauskas  | 25. November 1992 | 25. Februar 1993  | LDDP      | Kommissarisch im Amt                                                      |
| 1   | Algirdas Brazauskas  | Algirdas Brazauskas  | 25. Februar 1993  | 25. Februar 1998  | LDDP      | Direktwahl 1993                                                           |
| 3   | Valdas Adamkus       | Valdas Adamkus       | 26. Februar 1998  | 26. Februar 2003  | Parteilos | Direktwahl 1997–98 (1. Amtszeit)                                          |
| 4   | Rolandas Paksas      | Rolandas Paksas      | 26. Februar 2003  | 6. April 2004     | LDP       | Direktwahl 2002–03 Durch ein Amtsenthebungsverfahren aus dem Amt entfernt |
| −   | Artūras Paulauskas   | Artūras Paulauskas   | 6. April 2004     | 12. Juli 2004     | NS        | Kommissarisch im Amt                                                      |
| (3) | Valdas Adamkus       | Valdas Adamkus       | 12. Juli 2004     | 12. Juli 2009     | Parteilos | Direktwahl 2004 (2. Amtszeit)                                             |
| 5   | Dalia Grybauskaitė   | Dalia Grybauskaitė   | 12. Juli 2009     | 12. Juli 2019     | Parteilos | Direktwahl 2009 (1. Amtszeit) Direktwahl 2014 (2. Amtszeit)               |
| 6   | Gitanas Nausėda      | Gitanas Nausėda      | 12. Juli 2019     | amtierend         | Parteilos | Direktwahl 2019                                                           |